# (8816) Gamow
(8816) Gamow est un astéroïde de la ceinture principale.

## Description
(8816) Gamow est un astéroïde de la ceinture principale. Il fut découvert le 17 décembre 1984 à Naoutchnyï par Lioudmila Karatchkina. Il présente une orbite caractérisée par un demi-grand axe de 2,46 UA, une excentricité de 0,19 et une inclinaison de 3,1° par rapport à l'écliptique.

## Compléments